# Aphrodite (album)
Aphrodite este cel de-al unsprezecelea album de studio al cântăreței australiene Kylie Minogue, lansat la 5 iulie 2010 sub egida casei de discuri Parlophone. Ședințele de înregistrare au început în prima parte a anului 2009, solista colaborând cu cântăreața-textieră britanică Nerina Pallot. Deși s-au dovedit a fi de succes la început, ședințele au devenit ulterior neproductive; Minogue a început mai apoi a lucra alături de producătorul englez de muzică electronică Stuart Price, cel care a devenit producătorul executiv al albumului. Cei doi au colaborat cu numeroși producători și textieri, incluzându-i pe Jake Shears, Calvin Harris, Sebastian Ingrosso și Pascal Gabriel. Aphrodite urmărește o direcție muzicală asemănătoare cu albumele precedente ale lui Minogue, fiind în principal un material dance-pop și disco. Acesta conține influențe din alte genuri muzicale dance, notabil electropop, hi-NRG, club sau rave.
În urma lansării sale, Aphrodite a primit recenzii pozitive din partea criticilor de specialitate, majoritatea considerându-l o revenire în formă. Cu toate acestea, părerile criticilor cu privire la producție au fost împărțite; unii au fost de părere că producția lui Price a contribuit la sunetul coerent al albumului, în timp ce alții au opinat că, din punct de vedere al sonorului, albumul este mult prea similar cu lucrările anterioare ale lui Minogue, dând dovadă de lipsă de inovație. Din punct de vedere comercial, Aphrodite a fost un succes. În țara natală a artistei, Australia, materialul s-a clasat pe locul doi în topul Australian Albums și a fost premiat cu discul de platină de către Australian Recording Industry Association. În Regatul Unit, Aphrodite a debutat pe prima poziție a clasamentului UK Albums Chart, Minogue câștigând astfel un loc în Guinness World Records drept singura artistă cu cele mai multe decenii consecutive în care aceasta obține un album de top cinci în regiunea respectivă. British Phonographic Industry i-a oferit albumului un disc de platină. Aphrodite a avut parte de poziții bune și în ierarhiile pe plan internațional, clasându-se în top cinci în țări precum Belgia, Elveția, Grecia sau Spania. În Statele Unite, a devenit al doilea cel mai bine clasat album a lui Minogue în topul Billboard 200, ajungând pe locul 19.
Patru cântece au contribuit la promovarea albumului, fiind lansate ca discuri single. „All the Lovers”, prima piesă extrasă de pe album, a fost un succes comercial, ocupând locul trei în Regatul Unit și devenind, de asemenea, un șlagăr de top 10 în țări ca Belgia, Franța, Germania, Italia și Spania. În Australia, single-ul a ratat top 10, clasându-se doar pe locul 13. Melodiile următoare, „Get Outta My Way”, „Better than Today”, și „Put Your Hands Up (If You Feel Love)” au obținut, în general, o performanță slabă în majoritatea clasamentelor, determinând-o pe Minogue să-și exprime dezamăgirea față de casa de discuri. În Statele Unite, toate cele patru piese au reușit să ajungă pe prima poziție a topului Billboard Hot Dance Club Songs. Pentru a continua promovarea discului, Minogue a pornit în turneul Aphrodite: Les Folies Tour, în anul 2011. Seria de concerte s-a dovedit a fi un succes, fiind încasați peste 60 de milioane de dolari.

## Informații generale
„Cred că a fost destul de important pentru noi să creăm un album care să rămână ca un moment în viață, să vină din același loc, cu aceeași voce, din aceeași inimă. A fost o capsulă a timpului. Iar faptul că am reușit să le avem pe toate, la un loc, ne-a oferit sunetul coerent pe care ni l-am dorit încă de la început”. 
În urma recuperării după cancerul la sân, Minogue și-a lansat cel de-al zecelea ei album de studio, X, în anul 2007. Programat spre a fi revenirea lui Minogue în industria muzicală,X a primit discul de platină în țara ei natală, Australia, după ce a debutat, de asemenea, pe prima poziție a clasamentului Australian Albums. În Regatul Unit, materialul a ajuns pe locul patru în topul UK Albums Chart , fiind premiat ulterior cu discul de platină. Recepția criticilor cu privire la albumul X a fost, în general, favorabilă, în ciuda faptului că unii dintre ei au fost de părere că materialului îi lipsește introspecție din partea lui Minogue și înfățișează o lipsă de coerență datorată numărului crescut de cântece „de umplutură”. Privind în retrospectivă, criticii de specialitate au afirmat că X nu a fost o revenire vrednică din partea cântăreței.
Ulterior, solista a început să lucreze la cel de-al unsprezecelea ei album de studio, Aphrodite. Ședințele inițiale de înregistrare au început în luna aprilie a anului 2009, atunci când Minogue a cunoscut-o pe cântăreața-textieră britanică Nerina Pallot, cu care a lucrat la cântecul „Better than Today”. Instrumentația live și faptul că albumul X a fost împovărat cu contribuții din partea unui număr mult prea mare de producători a determinat compania de înregistrări a lui Minogue, Parlophone, să opteze pentru o producție cu un stil mai natural și mai puțin întortocheat pentru noul album. Următoarele ședințe cu Pallot s-au dovedit a fi mai puțin reușite, de vreme ce piesele sugerate de ea erau „completate rapid cu alte melodii dintr-o gamă largă” de producători. Minogue a fost de părere că ședințele împreună cu Pallot nu au generat niciun cântec dance-pop; temându-se de „a ajunge pe același drum, făcând tot soiul de experimente pop, însă fiind lipsit de orice fel de coerență”, aceasta l-a contactat pe prietenul ei apropiat, Jake Shears, solistul formației americane Scissor Sisters, pentru un sfat. Shears a încurajat-o pe solistă să lucreze alături de Stuart Price, un producător britanic de muzică electronică, câștigător al premiului Grammy. Price a lucrat anterior cu Scissor Sisters la cel de-al treilea lor album de studio, Night Work (2010). Miles Leonard, președinte al Parlophone, l-a înrolat pe Price drept producător executiv al albumului. Acesta a lucrat anterior ca producătorul executiv al celui de-al zecelea album de studio al cântăreței americane Madonna, Confessions on a Dance Floor (2005), iar agenția internațională de presă Reuters l-a considerat „unul dintre cei mai căutați și solicitați producători de muzică pop. În timpul unui interviu pentru website-ul Popjustice, Price a dezvăluit faptul că s-a implicat în producția pentru Aphrodite după ce el și Minogue s-au întâlnit la câteva ședințe de compunere, în luna octombrie a anului 2009.
Ca producător executiv, Price a fost responsabil cu „modelarea și definirea sunetului albumului”, hotărând lista finală de cântece și ocupându-se, de asemenea, de mixaj, cu scopul de a asigura faptul că toate melodiile „dau impresia că fac parte din același album”. Publicația Popjustice a spus că fiecare piesă de pe disc „a trecut prin filtrul lui Stuart Price, astfel încât să nu sune ca un cretin de la A&R care doar a măturat praful de pe un raft plin cu cântece fără vreo direcție sau vreun rost”. Aphrodite a reprezentat prima oară când Minogue este înrolată drept producător executiv; discutând procesul, aceasta a spus: „A fost cu siguranță cea mai bună experiență, și destul de amuzant, cred că este cel mai coerent album al meu de la începutul carierei și până acum, pe vremea când eram la PWL iar coerența venea prin propria natură. Sunt multe de spus legat de munca alături de diferiți producători și încercarea unor noi lucruri, care s-au dovedit să funcționeze bine pentru mine, însă mi-am dorit foarte mult pe cineva care să împletească totul, așa cum Stuart a făcut-o într-un mod atât de frumos [...] pentru a ne asigura că am realizat o lucrare impresionantă”. Minogue și Price au supus cântecele de pe album unui „Test Parton”, de vreme ce aceștia „știau că un cântec ar avea sens dacă ar fi cântat în stilul lui Dolly Parton”. Shears a contribuit, de asemenea, la album, iar cele două colaborări dintre Pallot și Minogue au rămas pentru lista finală de melodii. Alți colaboratori au fost disc jockey-ul scoțian Calvin Harris, disc jockey-ul suedez Sebastian Ingrosso, precum și muzicianul belgian Pascal Gabriel.

## Structura muzicală și versurile
Descris de compania de înregistrări Parlophone drept albumul ei de revenire, Aphrodite este o celebrare a „rădăcinilor dance” ale lui Minogue, fiind în principal un material dance-pop și disco. Titlul său face referire la zeița grecească a iubirii, frumuseții, plăcerii și procreării, Afrodita. „All the Lovers”, una dintre ultimele piese înregistrate pentru album, este un cântec electropop „șerpuitor” cu influențe disco, compus de Jim Eliot și Mima Stilwell. Cei doi au lucrat anterior la piesa „2 Hearts”, primul disc single extras de pe X. „All the Lovers” este similar cu single-ul lui Minogue din anul 2004, „I Believe in You”, însă este mult mai dansabil, are un ritm „aerian, asemănător unor bătăi de inimi” și acorduri de sintetizatoare în stilul anilor '80. Cântecul a primit laude din partea criticilor de specialitate, fiind deseori lăudat și apreciat pentru producție și refren. Cea de-a doua melodie, „Get Outta My Way”, combină muzica electronică și bubblegum pop cu elemente din muzica disco. Versurile se axează pe sentimentele de „frustrare și furie” ale lui Minogue, cântând cu o voce subțire, sub forma unui avertisment către un partener nepăsător, și indicând faptul că l-ar putea părăsi și „fugi cât de departe cu un alt bărbat”. Conținutul versurilor este unul foarte sugestiv. Piesa a primit recenzii favorabile din partea criticilor, aceștia complimentând compoziția muzicală și subiectul propus „Put Your Hands Up (If You Feel Love)” este o melodie de club cu influențe hi-NRG. Recenziile cu privire la acest cântec au fost mixte spre negative, versurile fiind criticate datorită naturii mult prea clișeice. Cu toate acestea, un critic muzical a opinat că piesa este „un hit de concert care așteaptă să i se ofere o șansă”. Piesa „Closer” evidențiază o abordare mai întunecată și mai atmosferică în comparație cu celelalte melodii, conținând „un acompaniament vocal suspinând și sintetizatoare în stilul unui clavecin spirală”. Criticii au fost de părere că este una dintre cele mai interesante și experimentale cântece de pe album.
În ciuda faptului că Price a spus că albumul nu va conține balade, recenzenții au opinat că piesa pop „Everything is Beautiful” are un tempo îndeajuns de lent pentru a fi considerată o baladă. „Aphrodite”, cântecul omonim, este o melodie dance-pop cu influențe din anii '90 ce conține un beat „agitat” și „tobe militărești” în instrumentație, similare cu cele ale unei fanfare. Stuart Price l-a comparat cu solista Janet Jackson datorită „calităților asemănătoare piesei «Rhythm Nation»”. „Aphrodite”, una dintre cele două colaborări dintre Minogue și Pallot care au fost păstrate pentru lista finală de cântece, a fost descrisă drept un imn dance în care Minogue și laudă „îndemânările sexuale”. Piesa a primit aclamații din partea criticilor, fiind considerată una dintre cele mai puternice cântece de pe album. Minogue și Price au compus cea de-a șaptea piesă, „Illusion”, ce înfățișează o temă melancolică. „Better than Today”, prima melodie înregistrată pentru album și cea de-a doua colaborare dintre Minogue și Pallot, este un cântec pop „răcoros și potrivit pentru vară” ce conține influențe din genurile muzicale electropop și country. A fost complimentat și descris drept una dintre cele mai plăcute și remarcabile piese de pe album, însă a fost în același timp criticat datorită monotoniei sale.
Muzica rave este o influență substanțială în melodia „Too Much”, un cântec disco și synthpop compus de Minogue, Jake Shears, și Calvin Harris. Părerile criticilor cu privire la această piesă au fost împărțite, energia acesteia fiind lăudată, însă producția lui Hariis fiind dezaprobată. „Cupid Boy” este o melodie dance-rock, inspirată de trupa engleză de muzică rock alternativ, New Order. Minogue cântă cu o voce „provocatoare” peste o un bas retro. Chitara rock prezentă în instrumentație, precum și linia de pas inspirată de New Order, i-a surprins în mod pozitivi pe recenzenți. „Looking for an Angel”, unul dintre primele cântece pe care Minogue și Price le-au compus împreună, este aranjat în jurul unor „acorduri astrale de sintetizator” și conține, de asemenea, un breakdown extins. Producția lui Price în melodie a obținut păreri mixte din partea criticilor. Albumul Aphrodite se încheie cu „Can't Beat the Feeling”, o piesă electropop ce se aseamănă cu lucrările duo-ului francez de muzică electronică, Daft Punk. Compoziția energetică și plasarea ca ultima piesă de pe album a fost apreciată de critici.

## Discuri single
Patru cântece au contribuit la promovarea albumului Aphrodite, fiind lansate ca discuri single. „All the Lovers”, prima piesă extrasă pe single, a fost lansată în luna iunie a anului 2010. Explicând decizia de a lansa acest cântec drept primul single de pe material, Minogue a spus: „În timp ce îl înregistram, am știut că «All the Lovers» trebuie să fie primul single; însumează în mod perfect euforia albumului. Mi se făcea pielea de găină [când îl ascultam], așa că sunt foarte entuziasmată să aud părerile oamenilor [despre piesă]”. Din punct de vedere comercial, „All the Lovers” a avut o performanță bună în clasamente, în special cele din Europa. Melodia a ajuns pe locul trei în topul UK Singles Chart, primind ulterior discul de argint din partea British Phonographic Industry (BPI) pentru cele peste 200.000 de unități expediate. Single-ul a ajuns, de asemenea, în top 10 în clasamentele din Franța, Scoția, precum și în clasamentul celor mai bine vândute single-uri fizice din Spania. În Italia, cântecul s-a clasat pe locul șase și a fost premiat cu discul de aur pentru cele peste 15,000 de exemplare vândute. În România, melodia a ajuns pe locul 19 în clasamentul Romanian Top 100 și a acumulat 3370 de difuzări la posturile de radio și televiziunile muzicale din țară, pe parcursul anului 2010. În Australia, „All the Lovers” nu a reușit să ajungă în top 10, ocupând doar locul 13 în clasamentul ARIA. În această regiune, melodia a fost premiată cu discul de aur din partea Australian Recording Industry Association (ARIA) pentru vânzarea a peste 35,000 de unități. În Statele Unite, cântecul a ajuns pe prima poziție a clasamentului Billboard Hot Dance Club Songs. Un videoclip muzical pentru melodie a fost regizat de Joseph Kahn și o prezintă pe Minogue cântând piesa în timp ce poartă un tricou în stilul unei pânze de păianjen peste un sutien negru și chiloți, stând în vârful unui munte de cupluri îmbrăcate în lenjerie intimă, sărutându-se și mângâindu-se.

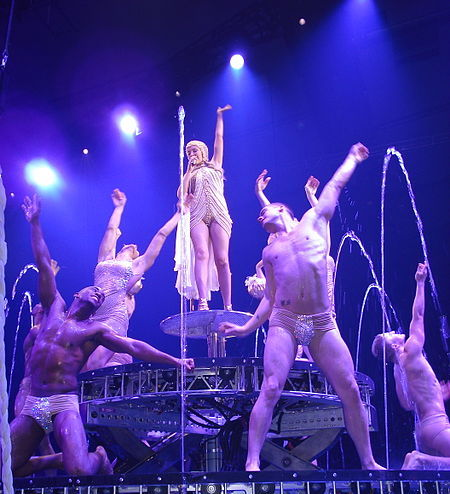
Minogue interpretând „All the Lovers”, primul disc single extras de pe album, într-un concert din cadrul turneului Aphrodite: Les Folies Tour.

„Get Outta My Way” a fost lansat drept cel de-al doilea disc single la 27 septembrie 2010. Deși a avut parte de un succes moderat în Regatul Unit, ocupând locul 12 în topul UK Singles Chart, piesa a fost un eșec comercial în Australia, reușind să ajungă doar pe locul 69. În Statele Unite, single-ul a ocupat locul unu în clasamentul Billboard Hot Dance Club Songs. Videoclipul muzical al piesei a fost regizat de AlexandLiane și o înfățișează pe solistă și alte fotomodele masculine, realizând diverse coregrafii. Minogue poartă o rochie mini cu lanțuri de aur, un palton roșu, precum și o rochie mini neagră.
„Better than Today” a fost lansat ca cel de-al treilea disc single extras de pe album la 3 decembrie 2010. Deși criticii i-au oferit recenzii pozitive cântecului ca parte al materialului Aphrodite, aceștia au criticat decizia de a-l lansa ca single datorită compoziției și sunetului, fiind considerate „exagerat de drăgălașe”. Melodia a avut un succes considerabil slab, în comparație cu „All the Lovers” și „Get Outta My Way”. „Better than Today” a ajuns pe locul 55 în clasamentul de single-uri din Australia, devenind astfel de-al doilea single de pe Aphrodite care nu reușește să ajungă în top 50. În Regatul Unit, piesa nu a reușit să ajungă în top 20, ocupând doar locul 32 în clasamentul UK Singles Chart. În Statele Unite, „Better than Today” a devenit cel de-al treilea single consecutiv a lui Minogue care obține prima poziție în Billboard Hot Dance Club Songs. Videoclipul muzical a fost inspirat de jocurile arcade și a fost regizat de Minogue și stilistul ei, William Baker. În urma performanței slabe a melodiilor „Get Outta My Way” și „Better than Today”, artista și-a exprimat dezamăgirea față de compania de înregistrări Parlophone, spunând:
„Este derutant. M-am simțit destul de dezamăgită în legătură cu single-urile lansate de pe album. Am fost prinsă la fel cum mulți artiști sunt, lucrând alături de casele de discuri pentru a ne da seama cum sunt single-urile lansate în zilele noastre. Îmi amintesc că făceam o campanie de promovare pentru unul din ultimele single-uri, și totul se simțea foarte demodat și învechit. Sunt destul de pricepută la calculatoare, iar ceva pur și simplu nu mergea bine, însă nimeni nu mi-a spus nimic. Spre exemplu, poți cumpăra piesa „Hold It Against Me” a lui Britney sau „Born This Way” a lui Gaga pe iTunes, chiar în prima zi în care o auzi. Și aici sunt eu, așteptând să apară clasamentele de la mijlocul săptămânii, așa cum făceam în 1989”.”
Deși Minoue a menționat faptul că „Better than Today” va fi ultimul single lansat de pe albumul Aphrodite, „Put Your Hands Up (If You Feel Love)” a fost lansat ca cel de-al patrulea și ultimul disc single extras de pe album, la 29 mai 2011. Piesa a reușit să ajungă în top 50 în Australia, clasându-se pe locul 50. În Statele Unite, melodia a ocupat prima poziție a clasamentului Billboard Hot Dance Club Songs, devenind astfel cel de-al patrulea single de pe Aphrodite care obține această performanță. Cu toate că un videoclip muzical oficial nu a fost lansat, un clip cu versuri pentru versiunea remix realizată de Pete Hammond a fost lansat.

## Lansare și promovare

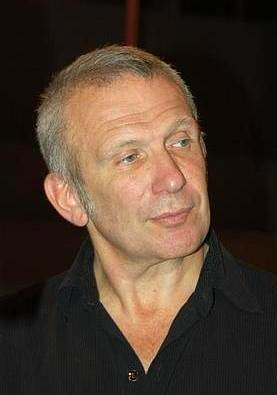
Rochia albastră purtată de Minogue în fotografia utilizată pentru coperta albumului a fost realizată de creatorul de modă haute couture, designerul francez Jean Paul Gaultier (fotografie).

Albumul Aphrodite a fost lansat în Australia la 2 iulie 2010, în format CD, vinil, precum și spre descărcare digitală. În Regatul Unit, lansarea a avut loc la 5 iulie 2010. În aceeași zi, un CD special intitulat „Experience Edition” a fost lansat. Pachetul conține o broșură de 28 de pagini, înregistrări nemaivăzute anterior de la turneul For You, for Me din anul 2009, priviri din culisele ședințelor foto promoționale pentru album, precum și de pe platourile de filmare ale videoclipurilor, un interviu exclusiv, și un cântec bonus nelansat anterior, intitulat „Mighty Rivers”. Fotografia utilizată pentru coperta albumului o înfățișează pe solistă „transformându-se într-o zeiță”, purtând o rochie de culoare albastru închis, ornată cu metal și realizată din mătase și muselină. Rochia este preluată din colecția haute couture primăvară-vară 2010 a creatorului de modă francez Jean Paul Gaultier. Designerul a lucrat anterior alături de Minogue la costumele pe care aceasta le-a purtat în turneele KylieX2008 și For You, for Me. La 6 iulie, artista și-a sărbătorit lansarea pe plan mondial a albumului cu un concert care a avut loc la clubul Pacha din Ibiza, Spania. Lansarea din Statele Unite a materialului a avut loc în aceeași zi.

### Turneu
Pentru a promova albumul, Minogue a pornit în turneul Aphrodite: Les Folies Tour, o serie de concerte care a început în prima parte a anului 2011. Turneul a fost aranjat și regizat de echipa creativă din spatele spectacolului World of Color de la Disneyland. Bugetul turneului a fost raportat ca fiind în apropierea cifrei de 25 de milioane de dolari. Concertele au avut loc în Europa, Amercia de Nord, Asia, Australia, și Africa. Ținutele purtate de Minogue au fost realizate de colaboratorii Domenico Dolce și Stefano Gabanna, deținătorii casei de modă Dolce & Gabbana. Spectacole au fost „bazate foarte mult pe mitologia greacă”. Lista de cântece pe care Minogue le-a interpretat în turneu a constat în întreg albumul Aphrodite (cu excepția piesei „Too Much”), precum și alte melodii de pe discuri precedente precum Light Years (2000) sau Fever (2001). Turneul a fost un adevărat succes comercial, clasându-se pe locul 21 în topul Pollstar de final de an al celor mai profitabile turnee, având încasări de 52.8 milioane de dolari din cele 527.683 de bilete vândute. Un album live al concertului care a avut loc la arena O2 din Londra a fost înregistrat și lansat la 7 iunie 2011, intitulat Aphrodite Les Folies: Live in London.

## Recepția criticilor
Albumul a primit, în general, recenzii pozitive din partea criticilor de specialitate. Pe Metacritic, un website ce desemnează o evaluare normalizată din 100 de recenzii din partea criticilor de masă, Aphrodite a primit un scor mediu de 67, bazat pe 21 de recenzii, indicând astfel „recenzii general favorabile”. Ben Norman de la website-ul About.com a apreciat producția lui Price, observând totodată faptul că Aphrodite este un album mai consistent, în comparație cu X. Deși criticul a observat faptul că piesele de pe material nu au asigurat „atracție instantă”, așa cum cele de pe X au făcut-o, acesta a numit Aphrodite „încă un knockout de succes” din partea lui Minogue, și „albumul din 2010 ce nu trebuie ratat”. Tim Sendra de la publicația AllMusic.com a lăudat alegerea cântăreței în materie de colaboratori și producători, fiind de părere că albumul este „munca unei persoane care își cunoaște foarte bine abilitățile și știe la fel de bine pe cine să angajeze pentru a o ajuta să le expună și să ajungă până spre perfecțiune”. În mod concomitent, acesta a apreciat coerența albumului și perspectiva comercială a acestuia, numindu-l în final unul dintre cele mai bune materiale ale lui Minogue. Într-o recenzie pozitivă, revista Billboard a complimentat „abilitatea lui Price de a crea un sunet coerent, fără a sacrifica din individualitatea fiecărei piese”. Deopotrivă, publicația a spus că Aphrodite este „o adevărată călătorie, coerentă și potrivită pentru o zeiță”. Ian Wade de la BBC Music i-a oferit o recenzie foarte pozitivă discului, considerându-l o „surprinzătoare revenire în formă” pentru Minogue. Wade a lăudat „întoarcerea la rădăcini” și „revenirea la acea Kylie pe care o știm pe albumele Fever și Light Years”; criticul și-a încheiat recenzia prin a spune că Aphrodite este „un triumf de-a dreptul ucigaș”, iar „a admite că nu îți place (acest album) e ca și cum ai spune că nu îți place să respiri”. Nick Levine de la Digital Spy a opinat că Aphrodite este cel mai bun album a lui Minogue de la Fever, recunoscând faptul că, deși nu este foarte „profund și intens”, „cu siguranță nu este nici prostesc”, ci este un album menit să fie ascultat pentru relaxare și distracție. Mikael Wood a lăudat faptul că melodiile sunt foarte dansate, concluzionându-și recenzia prin a afirma că „Micuța divă australiană demonstrează că încă poate să livreze tunete și fulgere disco, specifice zonei”. Priya Elan de la revista NME a fost de părere că Price a fost „alegerea perfectă drept partener muzical” și l-a complimentat pentru producerea „celui mai unificat album [a lui Minogue] în ani de zile”. Christel Loar de la PopMatters a considerat că albumul este similar cu Light Years și Fever, lăudând producția și spunând că, deși „piesele dance-pop cu atât de multă strălucire și veselie ne exilează direct spre tărâmul «plăcerilor vinovate»”, albumul Aphrodite este o „reprezentare rară a unei producții perfecte și ideale care este pur și simplu încântătoare”. Într-o recenzie pentru publicația Rolling Stone, Rob Sheffield a numit Aphrodite „cea mai bună și rafinată lucrare a lui Minogue de la subapreciatul album din 1997, Impossible Princess”. Neil McCormick de la ziarul The Daily Telegraph l-a lăudat pe Price pentru înrolarea unei echipe de colaboratori „de cea mai bună calitate”, numind Aphrodite „o adevărată explozie pop”. Barry Walters de la revista Spin a apreciat întoarcerea lui Minogue la stilul ei muzical original, spunând că: „În sfârșit, până și șefii [casei de discuri] și-au dat seama că nimeni nu vrea hip-hop artificial sau piese orientate spre rock-ul extrem de americanizat din partea celei mai dulci dive pop australiene”.

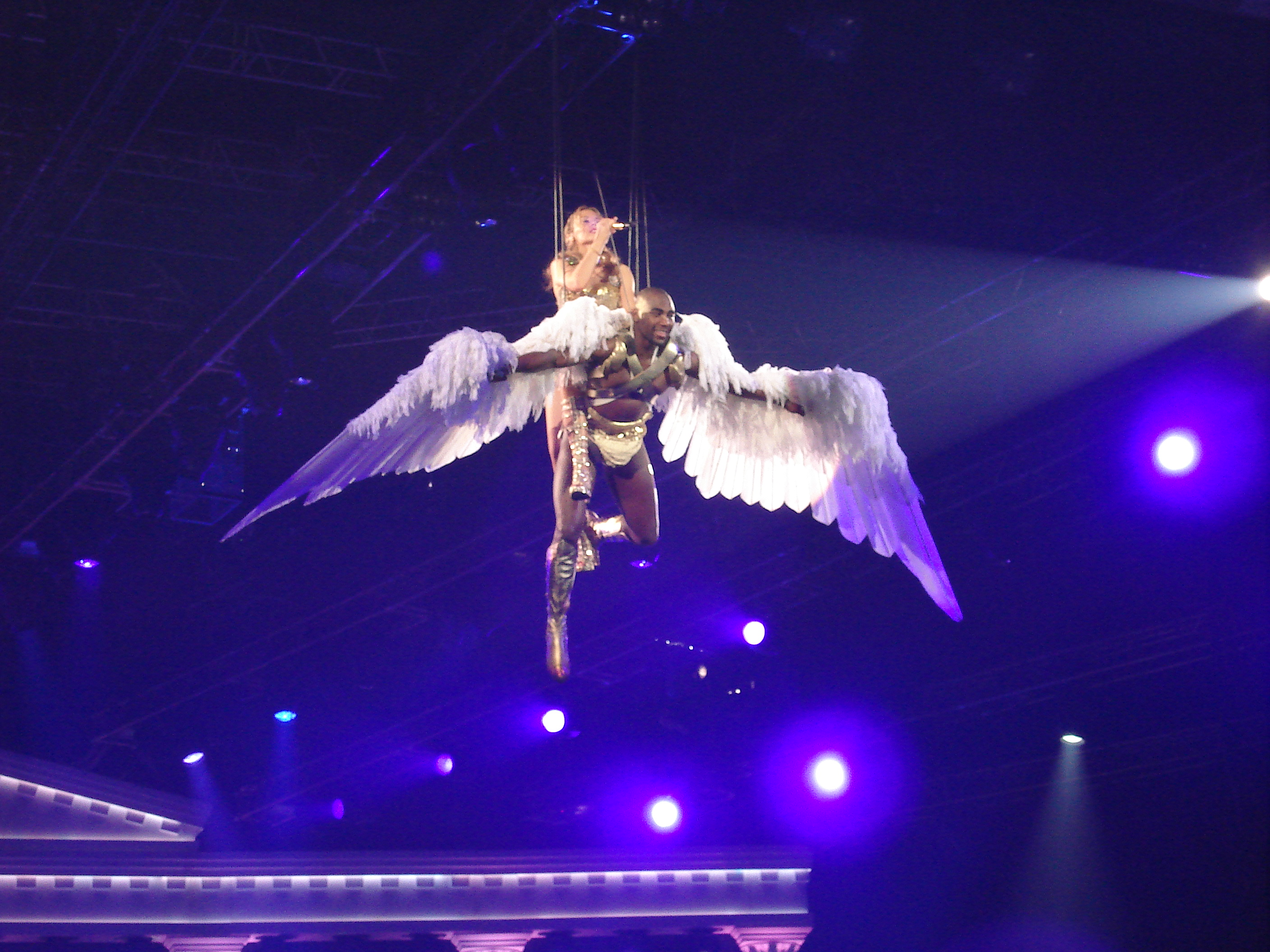
Minogue cântând piesa „Closer” în turneul Aphrodite: Les Folies Tour.

Cu toate acestea, numeroși critici s-au declarat nemulțumiți de lipsa de inovație a lui Minogue de pe Aphrodite. Helen Clarke de la revista MusicOMH i-a oferit o recenzie general pozitivă albumului, apreciind-o pe Minogue „pentru tot ceea ce face, și pentru faptul că, într-un fel sau altul, chiar funcționează”, dar menționând faptul că materialul „nu reușește să pună punctul pe «i»”. Jon Parales de la ziarul The New York Times a considerat că Aphrodite este mult prea similar cu lucrările Madonnei, în special cu albumele Like a Virgin (1984) și Ray of Light (1998). Acesta a spus că „Nimeni nu cere realitate în această bulă pop (a lui Minogue) — ci doar puțin mai multă inovație”. Kitty Empire de la ziarul The Observer s-a declarat încântată de album, complimentându-l pe Prince pentru „șlefuirea întregului album cu o coerență netedă și elegantă”, însă opinând că discul „duce lipsă de profunzimea și îndrăzneala unora dintre materialelor lansate de rivalele [lui Minogue]”. În timpul unei recenzii pentru publicația Slant Magazine, Sal Cinquemani a observat faptul că albumul „este, în mod stilistic, mult mai coerent în comparație cu cele precedente” și a prezis că Aphrodite va fi „fără îndoială, unul dintre favoritele fanilor fideli”. Cu toate acestea, el a criticat producția „antiseptică” și „superficială” a lui Price, considerând că nu a reușit să îi scoată în evidență vocea lui Minogue.
James Reed de la cotidianul The Boston Globe i-a oferit o recenzie negativă materialului, criticând sunetul mult prea învechit și comentând: „deși data de lansare este anul 2010, atunci când vine vorba de ștampila de prospețime, în mod clar a fost ștampilat în anul 2000 (circa Minogue în perioada albumului Light Years)”. Acesta a numit Aphrodite „cea mai neinteresantă lucrare pe care a făcut-o în mai bine de un deceniu” și o adevărată „dezamăgire”, concluzionând recenzia prin a spune că „nu este suficient doar să fie fabulos”. Caroline Sullivan de la ziarul The Guardian fost de părere că producția de pe album este „greoaie și ascuțită”, însă a apreciat faptul că întregul disc este „la fel de bun precum Kylie însăși”. Pe de altă parte, redactorul a criticat natura „neinteresantă” a acestuia, finalizându-și recenzia prin a spune: „Poate gândesc mult prea dincolo de limite, însă – un album acustic? – asta este exact ceea ce avem nevoie pe mai departe”. Margaret Wappler de la ziarul Los Angeles Times a comentat cu privire la dependența albumului de a folosi „muzică veche și sigură”, concluzionând cu afirmația: „Pasărea noastră de noapte (Minogue) a petrecut destul de mult timp prin cluburi, iar asta chiar se vede”. Într-o recenzie pentru ziarul The National, Sophia Money-Coutss nu s-a declarat impresionată de faptul că Minogue a adus „obișnuitele versuri despre a fi tu însăți și a fi fericit”, criticându-l pe Price datorită producției lipsite de inventivitate. Redactorul a avut o atitudine negativă în special față de etichetarea lui Aphrodite drept o revenire similară cu Fever, deoarece a fost de părere că albumul este lipsit de varietate și noutate, în comparație cu lansările anterioare ale artistei. În final, Sophia a spus că: „A o critica pe Kylie e ca și cum l-ai înjura pe Dalai Lama, însă această prințesă chiar are nevoie de un mic și ușor electroșoc”

### Distincții și recunoașteri
În anul 2010, Aphrodite a fost nominalizat la categoria „Cea mai bună lansare pop” din cadrul galei de premii ARIA Music Awards, însă a pierdut în fața Siei Furler cu albumul We Are Born; Minogue a fost, de asemenea, nominalizată la categoria „Cea mai bună artistă”, însă a fost învinsă de Megan Washington. Publicația AllMusic a inclus Aphrodite în lista de final de an a albumelor pop favorite, lansate în 2010. Website-ul Idolator a inclus discul în lista „10 din 2010: albumele preferate ale anului”, criticul Robbie Daw spunând: „a cocheta cu producătorul Stuart Price s-a dovedit a fi modul perfect în care Kylie a oferit carierei ei deja impresionante un mic impuls revigorant”, iar „Aphrodite a reprezentat în mare parte vara mea din 2010”. Pe website-ul muzical Last.fm, Minogue s-a clasat pe locul 40 în lista celor mai buni artiști din 2010, pe baza numărului de difuzări compilate pe care albumele ei le-a primit pe parcursul anului. La ediția din 2011 a premiilor Virgin Media Music Awards, Aphrodite a fost votat drept „Cel mai bun album” de către fanii britanici. Cântecul „All the Lovers” a primit, de asemenea, un premiu la categoria „Cel mai bun single”. La gala de premii Brit din 2011, Minogue a primit cea de-a opta ei nominalizare la categoria „Cea mai bună artistă solo internațională”. În anul 2015, Aphrodite a fost clasat pe locul 10 în topul celor mai bune 99 albume dance din toate timpurile, realizat de revista Vice.

## Performanța în clasamente

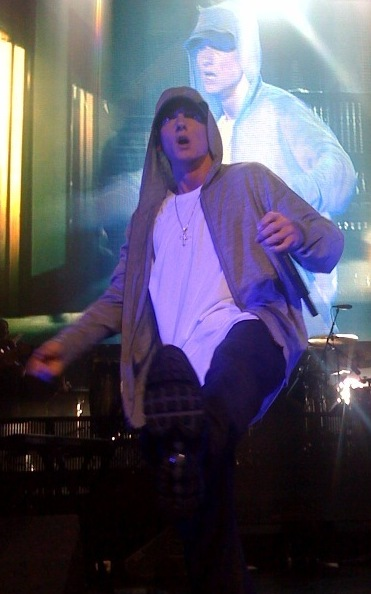
În Regatul Unit, Aphrodite a înlocuit albumul rapper-ului american Eminem (fotografie), Recovery, debutând pe prima poziție a clasamentului UK Albums Chart.

La 18 iulie 2010, Aphrodite a debutat pe locul doi în clasamentul Australian Albums, aceasta fiind poziția sa maximă. Albumul a petrecut trei săptămâni consecutive pe locul doi, nereușind să-l depășească pe Eminem, cu albumul Recovery. În total, Aphrodite a petrecut 15 săptămâni în clasamentul australian. În anul 2011, materialul a fost premiat cu discul de platină din partea Australian Recording Industry Association (ARIA) pentru expedierea a peste 70.000 de unități.
În Regatul Unit, Aphrodite a debutat pe prima poziție a topului UK Albums Chart, vânzând 79.000 de exemplare până la 17 iulie 2010. În aceeași săptămână, acum 22 ani, albumul de debut al artistei, Kylie (1988), apărea în clasamentul englez. Aphrodite a fost cel de-al patrulea album de studio a lui Minogue care reușește să ajungă pe locul unu, după Kylie, Enjoy Yourself (1989), și Fever. Aphrodite a fost, de asemenea, cel de-al zecelea ei album care reușește să ajungă în top 10. În total, acesta a petrecut 29 de săptămâni în top 40. În luna aprilie a anului 2011, albumul a fost premiat cu discul de platină de către British Phonographic Industry pentru vânzarea a peste 300.000 de unități. Minogue a devenit deținătoarea unui record în Guinness World Record, fiind artista cu cele mai multe decenii consecutive în care aceasta obține un album de top cinci în Regatul Unit. Solista a devenit, de asemenea, primul artist solo cu albume ce ajung pe locul unu în patru decenii diferite în Regatul Unit: anii '80, '90, '00 și '10.
În Austria, Aphrodite a debutat pe poziția sa maximă, locul trei, în topul Austrian Albums, petrecând un total de 10 săptămâni în clasament. În regiunea vorbitoare de limbă olandeză din Belgia, Flandra, albumul a debutat pe locul șase în ierarhia Ultratop și a ajuns ulterior pe locul patru, acumulând 12 săptămâni de prezență în top. În regiunea vorbitoare de limbă franceză din Belgia, Valonia, Aphrodite a avut un succes mai bun. Discul debutat pe locul 11 și s-a clasat mai târziu pe locul trei, petrecând 16 săptămâni în clasament. Materialul a fost premiat cu discul de aur de către Belgian Entertainment Association (BEA) pentru vânzarea a peste 10,000 de unități în Belgia. În Franța, albumul a debutat pe poziția sa maximă, locul trei, în topul French Albums, acumulând 23 de săptămâni de prezență în clasament. Similar în Germania, Aphrodite a ajuns, de asemenea, pe locul trei în topul German Albums, petrecând 12 săptămâni în clasamentul respectiv. În Grecia, albumul a debutat pe locul 28 în topul Greek Albums, ocupând mai târziu prima poziție. Aphrodite a obținut șapte săptămâni de prezență în clasament și a fost, totodată, primul album a lui Minogue care să apară în top. În Spania, Aphrodite a debutat pe locul trei în ierarhia Spanish Albums, ajungând mai apoi pe locul doi, cea mai înaltă poziție pe care un album de-al ei o obține în regiunea respectivă. A acumulat, de asemenea, un total de 37 de săptămâni de prezență în clasament. În Elveția, materialul a debutat pe poziția sa maximă, locul doi, în topul Swiss Albums, petrecând un total de 13 săptămâni în clasament.
În Canada, Aphrodite a ajuns pe locul opt în topul Billboard Canadian Albums, fiind cea mai înaltă poziție pe care un album al solistei o obține în această regiune. În Statele Unite, discul a debutat pe locul 19 în clasamentul Billboard 200, acumulând trei săptămâni de prezență în top. A fost a doua cea mai înaltă poziție pe care un album a lui Minogue o obține, fiind doar în urma lui Fever care a ocupat locul trei. Aphrodite a ajuns pe locul unu în ierarhia Billboard European Albums, precum și pe locul doi în topul Dance/Electronic Albums.

## Lista cântecelor
Acreditări adaptate de pe broșura albumului Aphrodite.
Versiunea standard — 43:20
| Nr. | Titlu                                  | Textier(i)                                                          | Producător(i)                                  | Durată |
| --- | -------------------------------------- | ------------------------------------------------------------------- | ---------------------------------------------- | ------ |
| 1.  | „All the Lovers”                       | Jim Eliot Mima Stilwell                                             | Eliot Stuart Price                             | 3:20   |
| 2.  | „Get Outta My Way”                     | Damon Sharpe Daniel Davidsen Lucas Secon Mich Hansen Peter Wallevik | Cutfather Davidsen Wallevik Price Secon Sharpe | 3:38   |
| 3.  | „Put Your Hands Up (If You Feel Love)” | Fin Dow-Smith Miriam Nervo Olivia Nervo                             | Starsmith Price                                | 3:37   |
| 4.  | „Closer”                               | Beatrice Hatherley Price                                            | Price                                          | 3:09   |
| 5.  | „Everything Is Beautiful”              | Tim Rice-Oxley Fraser T Smith                                       | Smith                                          | 3:25   |
| 6.  | „Aphrodite”                            | Nerina Pallot Andy Chatterley                                       | Chatterley Pallot Price                        | 3:45   |
| 7.  | „Illusion”                             | Kylie Minogue Price                                                 | Price                                          | 3:21   |
| 8.  | „Better than Today”                    | Pallot Chatterley                                                   | Chatterley Pallot Price                        | 3:25   |
| 9.  | „Too Much”                             | Minogue Calvin Harris Jake Shears                                   | Harris                                         | 3:16   |
| 10. | „Cupid Boy”                            | Luciana Caporaso Magnus Lidehall Nick Clow Sebastian Ingrosso       | Ingrosso Lidehäll Price                        | 4:26   |
| 11. | „Looking for an Angel”                 | Minogue Price                                                       | Price                                          | 3:49   |
| 12. | „Can't Beat the Feeling”               | Borge Fjordheim Hannah Robinson Matt Prime Pascal Gabriel Richard X | Fjordheim Gabriel Price                        | 4:09   |

Versiunea distribuită în Japonia (cântec bonus)
| Nr. | Titlu          | Textier(i)                                                                                     | Producător(i) | Durată |
| --- | -------------- | ---------------------------------------------------------------------------------------------- | ------------- | ------ |
| 13. | „Heartstrings” | Brian Higgins Gerard O'Connell Jason Resch Jaxon Bellina Kieran Jones Matt Gray Miranda Cooper | Xenomania     | 3:16   |

Versiunea deluxe distribuită pe iTunes Store (cântec bonus)
| Nr. | Titlu           | Textier(i)                                                           | Producător(i) | Durată |
| --- | --------------- | -------------------------------------------------------------------- | ------------- | ------ |
| 13. | „Mighty Rivers” | Bellina Carla Marie Williams Cooper Higgins O'Connell Resch Tim Deal | Xenomania     | 3:57   |

Versiunea distribuită pe Amazon MP3 și BigPond (cântec bonus)
| Nr. | Titlu                | Textier(i)                                  | Producător(i)                           | Durată |
| --- | -------------------- | ------------------------------------------- | --------------------------------------- | ------ |
| 13. | „Go Hard or Go Home” | Davidsen Hansen Secon Sharpe Thomas Sardorf | Cutfather Sardorf Davidsen Sharpe Secon | 3:42   |

Experience Edition DVD — material bonus 
| Nr. | Titlu | Durată |
| --- | --- | ------ |
| 1.  | „White Diamond Theme” (Live from For You, for Me Tour)                                                          | 2:16   |
| 2.  | „White Diamond” (Live from For You, for Me Tour)                                                                | 3:06   |
| 3.  | „Confide in Me” (Live from For You, for Me Tour)                                                                | 4:51   |
| 4.  | „I Believe in You” (Live from For You, for Me Tour)                                                             | 2:59   |
| 5.  | „Making of «All the Lovers» video shoot”                                                                        | 13:00  |
| 6.  | „Behind the scenes of Aphrodite photo shoot”                                                                    | 2:32   |
| 7.  | „Photo Gallery”                                                                                                 | 3:49   |
| 8.  | „Exclusive interview with Kylie Minogue and Stuart Price” (Accesat online cu ajutorul codului de pe autocolant) | 39:36  |

### Les Folies Tour Edition
La 28 iunie, o versiune cu trei discuri remix a albumului Aphrodite, intitulată Les Folies Tour Edition, a fost lansată. Conține versiuni remix ale cântecelor originale de pe album, realizate de numeroși producători precum Pete Hammond, Denzal Park, Muscles, și Bimbo Jones.
Disc 1
| Nr. | Titlu                                  | Textier(i)                                                          | Producător(i)                                  | Durată |
| --- | -------------------------------------- | ------------------------------------------------------------------- | ---------------------------------------------- | ------ |
| 1.  | „All the Lovers”                       | Jim Eliot Mima Stilwell                                             | Eliot Stuart Price                             | 3:20   |
| 2.  | „Get Outta My Way”                     | Damon Sharpe Daniel Davidsen Lucas Secon Mich Hansen Peter Wallevik | Cutfather Davidsen Wallevik Price Secon Sharpe | 3:38   |
| 3.  | „Put Your Hands Up (If You Feel Love)” | Fin Dow-Smith Miriam Nervo Olivia Nervo                             | Starsmith Price                                | 3:37   |
| 4.  | „Closer”                               | Beatrice Hatherley Price                                            | Price                                          | 3:09   |
| 5.  | „Everything Is Beautiful”              | Tim Rice-Oxley Fraser T Smith                                       | Smith                                          | 3:25   |
| 6.  | „Aphrodite”                            | Nerina Pallot Andy Chatterley                                       | Chatterley Pallot Price                        | 3:45   |
| 7.  | „Illusion”                             | Kylie Minogue Price                                                 | Price                                          | 3:21   |
| 8.  | „Better than Today”                    | Pallot Chatterley                                                   | Chatterley Pallot Price                        | 3:25   |
| 9.  | „Too Much”                             | Minogue Calvin Harris Jake Shears                                   | Harris                                         | 3:16   |
| 10. | „Cupid Boy”                            | Luciana Caporaso Magnus Lidehall Nick Clow Sebastian Ingrosso       | Ingrosso Lidehäll Price                        | 4:26   |
| 11. | „Looking for an Angel”                 | Minogue Price                                                       | Price                                          | 3:49   |
| 12. | „Can't Beat the Feeling”               | Borge Fjordheim Hannah Robinson Matt Prime Pascal Gabriel Richard X | Fjordheim Gabriel Price                        | 4:09   |

Disc 2
| Nr. | Titlu                                                       | Durată |
| --- | ----------------------------------------------------------- | ------ |
| 1.  | „Put Your Hands Up (If You Feel Love)” (Pete Hammond remix) | 7:54   |
| 2.  | „Aphrodite” (Denzal Park remix)                             | 6:21   |
| 3.  | „Cupid Boy” (Stereogamous Dub)                              | 7:00   |
| 4.  | „Get Outta My Way” (Paul Harris Vocal remix)                | 7:15   |
| 5.  | „All the Lovers” (WAWA & MMB Anthem remix)                  | 6:16   |
| 6.  | „Put Your Hands Up (If You Feel Love)” (Muscles Club remix) | 5:06   |
| 7.  | „Better than Today” (Bimbo Jones remix)                     | 3:07   |
| 8.  | „Higher” (Taio Cruz featuring Kylie Minogue)                | 3:25   |

Disc 3
| Nr. | Titlu                   | Producător(i) | Durată |
| --- | ----------------------- | ------------- | ------ |
| 1.  | „20 Minute Party remix” | Denzal Park   | 19:51  |

Note
- ^[a] semnifică un co-producător;

## Acreditări și personal
Acreditări adaptate de pe broșura albumului Aphrodite.
| - Kylie Minogue – voce principală, acompaniament vocal - Adjective Noun – direcție artistică, design - Beatriz Artola – inginer de sunet (5) - William Baker – fotograf - Andy Chatterley – promgramator tobe, inginer de sunet, claviatură, pian, producător, sintetizatoare (6, 8) - Cutfather (Mich Hansen) – percuție, producător (2) - Daniel Davidsen – chitară, claviatură, producător, programare (2) - Digital Light – producție post-fotografică - Jim Eliot – bas, programator tobe, claviatură, pian, producător (1) - Dave Emery – asistent mixaj (1–4, 6–8, 11, 12) - Børge Fjordheim – instrumentație, producător (12) - Pascal Gabriel – instrumentație, producător (12) - Brian Gottshall – asistent inginer de sunet (7, 11) - Calvin Harris – compozitor, instrumentație, mixaj, producător (9) - Beatrice Hatherley – acompaniament vocal suplimentar (4) - Maime Hladiy – bas (2) - Pete Hofmann – inginer de sunet, Pro Tools (2) - Sebastian Ingrosso – mixaj, producător (10) - Nathan Khors – asistent inginer de sunet (7, 11) - Magnus Lidehäll – mixaj, producător (10) - Miriam Nervo – acompaniament vocal suplimentar, producător voce (2) | - Olivia Nervo – acompaniament vocal suplimentar, producător voce (2) - Ayak Thiik - acompaniament vocal - Mads Nilsson – mixaj (2) - Nerina Pallot – chitară acustică, acompaniament vocal suplimentar, inginer de sunet, claviatură, pian, producător, sintetizatoare (6, 8); chitară electrică (8) - Geoff Pesche – masterizare - Stuart Price – producător suplimentar (1, 6, 8); mixaj (1–4, 6–8, 10–12); co-producător (2, 3); producător voce (3); producător (4, 7, 10–12); claviatură suplimentare, inginer de sunet acompaniament vocal suplimentar (6); inginer de sunet acompaniament vocal (8); producător executiv - Tim Rice-Oxley – claviatură, pian (5) - Hannah Robinson – acompaniament vocal (12) - Lucas Secon – claviatură suplimentară, co-producător (2) - Alexandra Segal – acompaniament vocal suplimentar (2) - Damon Sharpe – co-producător, inginer de sunet (2) - Fraser T Smith – chitară, mixaj, producător (5) - Starsmith – mixaj, producător (2) - Mima Stilwell – acompaniament vocal suplimentar (1) - Jason Tarver – asistent inginer de sunet (6, 8) - Terry Blamey Management – management - Ben Vella – chitară electrică (8) - Peter Wallevik – claviatură, producător, programare (2) - Richard X – claviatură, Minimoog (12) |

## Prezența în clasamente
| Țară (clasament 2010–2011)                           | Poziția maximă | Referință |
| ---------------------------------------------------- | -------------- | --------- |
| Australia (ARIA)                                     | 2              | [ 92 ]    |
| Austria (Ö3 Austria)                                 | 3              | [ 99 ]    |
| Belgia (Ultratop 50 Flanders)                        | 4              | [ 100 ]   |
| Belgia (Ultratop 50 Wallonia)                        | 3              | [ 101 ]   |
| Canada (Canadian Albums Chart)                       | 8              | [ 110 ]   |
| Cehia (ČNS IFPI)                                     | 5              | [ 121 ]   |
| Coreea de Sud (Gaon Albums)                          | 41             | [ 122 ]   |
| Coreea de Sud (Gaon International Albums)            | 7              | [ 123 ]   |
| Croația (HDU)                                        | 10             | [ 124 ]   |
| Elveția (Swiss Hitparade)                            | 2              | [ 109 ]   |
| Danemarca (Hitlisten)                                | 21             | [ 125 ]   |
| Europa (European Top 100 Albums)                     | 1              | [ 95 ]    |
| Finlanda (Suomen virallinen lista)                   | 22             | [ 126 ]   |
| Franța (SNEP)                                        | 3              | [ 103 ]   |
| Germania (Offizielle Top 100)                        | 3              | [ 104 ]   |
| Grecia (IFPI)                                        | 1              | [ 127 ]   |
| Irlanda (IRMA)                                       | 5              | [ 128 ]   |
| Italia (FIMI)                                        | 9              | [ 129 ]   |
| Japonia (Oricon)                                     | 28             | [ 130 ]   |
| Mexic (Top 100 Mexico)                               | 22             | [ 131 ]   |
| Noua Zeelandă (RMNZ)                                 | 11             | [ 132 ]   |
| Norvegia (VG-lista)                                  | 16             | [ 133 ]   |
| Polonia (ZPAV)                                       | 6              | [ 134 ]   |
| Regatul Unit (OCC)                                   | 1              | [ 135 ]   |
| Regatul Unit (Digital Albums)                        | 1              | [ 136 ]   |
| Scoția (OCC)                                         | 1              | [ 137 ]   |
| Spania (PROMUSICAE)                                  | 2              | [ 108 ]   |
| Suedia (Sverigetopplistan)                           | 9              | [ 138 ]   |
| Taiwan (G-Music)                                     | 5              | [ 139 ]   |
| Statele Unite ale Americii (Billboard 200)           | 19             | [ 111 ]   |
| Statele Unite ale Americii (Dance/Electronic Albums) | 2              | [ 140 ]   |
| Țările de Jos (MegaCharts)                           | 4              | [ 141 ]   |
| Ungaria (MAHASZ)                                     | 18             | [ 142 ]   |

| Țară (clasament 2010)                                | Poziția maximă | Referință |
| ---------------------------------------------------- | -------------- | --------- |
| Australia (ARIA)                                     | 55             | [ 143 ]   |
| Elveția (Schweizer Hitparade)                        | 77             | [ 144 ]   |
| Europa (European Top 100 Albums)                     | 54             | [ 145 ]   |
| Franța (SNEP)                                        | 149            | [ 146 ]   |
| Regatul Unit (OCC)                                   | 45             | [ 147 ]   |
| Statele Unite ale Americii (Dance/Electronic Albums) | 20             | [ 148 ]   |

## Certificări
| \| Țara \| Vânzări/ puncte \| Certificare \| Referințe \| \| --------------------------------- \| --------------- \| ----------- \| --------- \| \| Australia (ARIA) \| +70.000 \| \| [93] \| \| Belgia (BEA) \| +15.000 \| \| [102] \| \| Regatul Unit (BPI) \| +300.000 \| \| [8] \| \| Statele Unite ale Americii (RIAA) \| +50.000 \| \| [149] \| | Note - reprezintă „disc de aur”; - reprezintă „disc de platină”. |             |           |
| Țara | Vânzări/ puncte                                                  | Certificare | Referințe |
| Australia (ARIA) | +70.000                                                          |             | [ 93 ]    |
| Belgia (BEA) | +15.000                                                          |             | [ 102 ]   |
| Regatul Unit (BPI) | +300.000                                                         |             | [ 8 ]     |
| Statele Unite ale Americii (RIAA) | +50.000                                                          |             | [ 149 ]   |

## Datele lansărilor
| Țară                       | Dată          | Versiune                    | Format                              | Casă de discuri        | Ref.                 |
| -------------------------- | ------------- | --------------------------- | ----------------------------------- | ---------------------- | -------------------- |
| Japonia                    | 30 iunie 2010 | Ediție limitată             | CD+DVD                              | EMI Music Japonia      | [ 150 ]              |
| Australia                  | 2 iulie 2010  | Standard Experience Edition | CD CD+DVD Descărcare digitală Vinil | Warner Music Australia | [ 66 ] [ 67 ] [ 68 ] |
| Germania                   | 2 iulie 2010  | Standard Experience Edition | CD CD+DVD Descărcare digitală Vinil | Parlophone             | [ 151 ]              |
| Spania                     | 2 iulie 2010  | Standard Experience Edition | CD CD+DVD Descărcare digitală Vinil | EMI Spania             | [ 152 ]              |
| Regatul Unit               | 5 iulie 2010  | Standard Experience Edition | CD CD+DVD Descărcare digitală Vinil | Parlophone             | [ 69 ]               |
| Franța                     | 5 iulie 2010  | Standard Experience Edition | CD CD+DVD Descărcare digitală Vinil | EMI Franța             | [ 153 ]              |
| Statele Unite ale Americii | 6 iulie 2010  | Standard Experience Edition | CD CD+DVD Descărcare digitală Vinil | Capitol Records        | [ 72 ]               |